# Vinay (Marne)
Vinay ist eine französische Gemeinde mit 535 Einwohnern (Stand: 1. Januar 2022) im Département Marne in der Region Grand Est. Sie gehört zum Arrondissement Épernay und zum Kanton Épernay-2.

## Geographie
Vinay liegt etwa 29 Kilometer südsüdwestlich von Reims. Umgeben wird Vinay von den Nachbargemeinden Épernay im Norden, Moussy im Osten, Chavot-Courcourt im Südosten, Brugny-Vaudancourt im Süden und Südwesten sowie Saint-Martin-d’Ablois im Westen.

## Bevölkerungsentwicklung
| Jahr                       | 1962 | 1968 | 1975 | 1982 | 1990 | 1999 | 2006 | 2018 |
| Einwohner                  | 336  | 383  | 505  | 513  | 489  | 463  | 489  | 569  |
| Quellen: Cassini und INSEE |      |      |      |      |      |      |      |      |

## Sehenswürdigkeiten

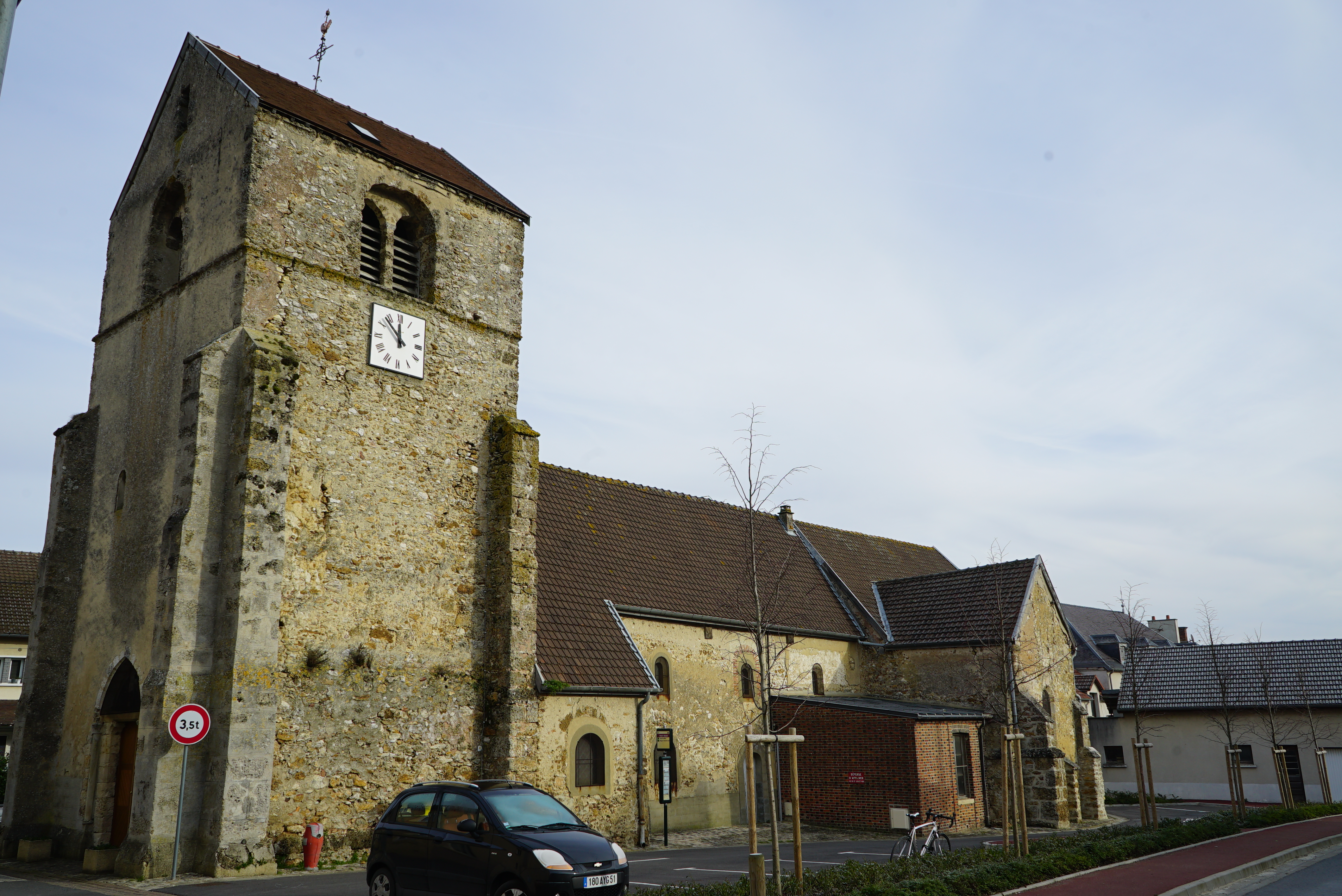
Kirche Saints-Gervais-et-Protais

- Kirche Saints-Gervais-et-Protais